# Lindsaea natunae
Lindsaea natunae är en ormbunkeart som beskrevs av Bak. Lindsaea natunae ingår i släktet Lindsaea och familjen Lindsaeaceae. Inga underarter finns listade.